# Morten Riis
Morten Riis (født 17. november 1976 i Sønderborg, opvokset i Toftlund) er en dansk politiker fra Enhedslisten, der har været medlem af kommunalbestyrelsen på Bornholm fra 2014 og frem. Siden 1. august 2019 har Riis tillige været 1. viceborgmester i Bornholms Regionskommune.
Ved kommunalvalget på Bornholm d. 16. november, 2021 fik Morten Riis absolut flest personlige stemmer, nemlig 4.290, ligesom Enhedslisten også blev største parti med 23.1% af stemmerne. Alligevel lykkedes det ikke Morten Riis og Enhedslisten at sætte sig i borgmester-stolen, da valget samtidigt gav et borgerligt flertal på Bornholm.
17. december 2020 blev Riis valgt som konstitueret borgmester som afløser for daværende borgmester Winni Grosbøll, der fratrådte posten ved årsskiftet 31. december, 2020 for at tiltræde posten som direktør for Friluftsrådet. Udpegningen fortsatte frem til d. 4. januar 2021, hvor han afløstes af socialdemokraten Thomas Thors.
Morten Riis har tillige været fungerende  borgmester fra d. 16. september, 2024 og indtil d. 25. oktober, 2024 under borgmester Jacob Trøsts (C) sygemelding pga. overbelastningsreaktioner.
Riis, der såvel er uddannet cand. mag. i idéhistorie (2004) og udlært tømrer (2017) er således den første politiker fra Enhedslisten, der har været borgmester for en kommune - udover fagborgmestrene i København.
Han har også siddet i Enhedslistens hovedbestyrelse 2004-2005, samt 2019-2021. I perioden 2020-2021 var han tillige medlem af Enhedslistens forretningsudvalg.
Morten Riis har bl.a. også fungeret som oversætter indenfor et primært faglitterært, samfundsteoretisk felt og står bag følgende udgivelser:
- Et menneske lades ikke i ro (red.), Århus Universitetsforlag, 2006
- Kosmopolitik, David Held (overs.), Århus Universitetsforlag, 2006
- Det tyske efterår, Peter-Jürgen Boock (overs.), Informations Forlag, 2008
- Martin Luther King, Godfrey Hodgson (overs.), Informations forlag, 2010
- Lighed, Kate Pickett og Richard Wilkinson (overs.), Informations forlag, 2011
- Vandringer med Robert Walser, Carl Seelig (overs.), Arena forlag, 2011
- Lenin, Lars Lih (overs.), Solidaritets forlag, 2012